# SN 2002eh
SN 2002eh – supernowa typu Ia odkryta 1 sierpnia 2002 roku w galaktyce NGC 917. W momencie odkrycia miała maksymalną jasność 16,40m.